# Villevocance
Villevocance település Franciaországban, Ardèche megyében. Lakosainak száma 1181 fő (2022. január 1.). Villevocance Annonay, Roiffieux, Vanosc és Vocance községekkel határos.

## Népesség
A település népessége az elmúlt években az alábbi módon változott:
| Lakosok száma | 600  | 908  | 1026 | 1132 | 1225 | 1192 | 1171 | 1184 | 1183 | 1181 |
|               | 1968 | 1982 | 1990 | 2006 | 2013 | 2015 | 2017 | 2019 | 2020 | 2022 |